# Liste der Superintendenten der Provinzen Neuseelands
Diese Liste umfasst alle Superintendenten der Provinzen Neuseelands von 1848 bis 1877. Die Amtszeit einiger Superintendenten erstreckt sich über das Inkrafttreten des  Abolition of the Provinces Acts am 1. November 1876, da zuerst die neuen County Councils gewählt werden mussten und erst am 1. Januar 1877 ihr Amt übernahmen.

## 1848 bis 1953 (Lieutenant Governors)

### New Munster
- 28. Januar 1848 – 7. März 1853:  Edward John Eyre (1815 – 1901)

### New Ulster
- 14. Februar 1848 – 8. Januar 1851  George Dean Pitt (1781 – 1851)
- 26. April 1851 – 7. März 1853  Robert Henry Wynyard (1802 – 1864)

## 1853 bis 1877 (Superintendenten)

### Auckland
- 12. Juli 1853 – 5. Januar 1855  Robert Henry Wynyard
- 15. März 1855 – November 1855  William Brown (1809/10 – 1898)
- 15. November 1855 – 17. September 1856  John Logan Campbell (1817 – 1912)
- 11. November 1856 – Dezember 1862  John Williamson (1815 – 1875)
- 11. Dezember 1862 – 22. September 1865  Robert Graham (1820 – 1885)
- 25. Oktober 1865 – 2. März 1867 Frederick Whitaker (1812 – 1891)
- 18. April 1867 – Dezember 1869  John Williamson
- 2. Dezember 1869 – November 1873  Thomas Bannatyne Gillies (1828 – 1889)
- 20. November 1873 – 16. Februar 1875  John Williamson
- Februar 1875 – März 1875  George Maurice O’Rorke (1830 – 1916)
- 24. März 1875 – 1. Januar 1877  George Edward Grey (1812 – 1898)

### Canterbury
- 20. Juli 1853 – Oktober 1857  James Edward FitzGerald (1818 – 1896)
- 24. Oktober 1857 – Februar 1863  William Sefton Moorhouse (1825 – 1881)
- März 1863 – Mai 1866  Samuel Bealey (1821 – 1909)
- 30. Mai 1866 – Mai 1868  William Sefton Moorhouse
- 22. Mai 1868 – 1. Januar 1877  William Rolleston (1831 – 1903)

### Hawke’s Bay
- 23. April 1859 – März 1861  Thomas Henry Fitzgerald (1824 – 1888)
- 8. April 1861 – 5. Dezember 1862  John Chilton Lambton Carter (1816 – 1872)
- 26. Februar 1863 – 23. September 1869  Donald McLean (1820 – 1877)
- 24. September 1869 – 1. Januar 1877  John Davies Ormond (1831 – 1917)

### Marlborough
- 1. Mai 1860 – 20. Juli 1861  William Adams
- 28. August 1861 – 18. Februar 1863  William Douglas Hall Baillie (1827 – 1922)
- 25. März 1863 – 30. Juli 1864  Thomas Carter
- 19. September 1864 – Oktober 1865  Arthur Penrose Seymour(1832 – 1923)
- 23. Oktober 1865 – Februar 1870  William Henry Eyes (1819 – 1907)
- 28. März 1870 – 1. Januar 1877  Arthur Penrose Seymour

### Nelson
- 1. August 1853 – September 1856  Edward William Stafford (1819 – 1901)
- 12. Dezember 1856 – 28. Januar 1865  John Perry Robinson (1809 – 1865)
- März 1865 –  4. Februar 1867  Alfred Saunders (1820 – 1905)
- April 1867 –  1. Januar 1877  Oswald Curtis (1821 – 1902)

### Otago
- 26. Dezember 1853 – Dezember 1859  William Cargill (1784 – 1860)
- 3. Januar 1860 – 6. März 1861  James Macandrew (1819? – 1887)
- 17. Mai 1861 – 15. April 1863  John Larkins Cheese Richardson (1810 – 1878)
- 16. April 1863 – 23. Juni  1865  John Hyde Harris (1826 – 1886)
- 11. August 1865 – 26. Februar 1867  Thomas Dick
- 27. Februar 1867 – 1. Januar 1877  James Macandrew

### Southland
(die Provinz spaltet sich 1861 von Otago ab und vereinigte sich 1870 wieder mit dieser Provinz)
- 3. August 1861 – November 1864  James Alexander Robertson Menzies  (1821 – 1888)
- 13. März 1865 – November 1869  John Parkin Taylor (1812 – 1875)
- 10. November 1869 – September 1870  William Wood

### New Plymouth/Taranaki
- 18. Juli 1853 – 13. Dezember 1856  Charles Brown
- 3. Februar 1857 –  Juni/Juli 1861  George Cutfield
- Juni/Juli 1861 –  8. August 1865  Charles Brown
- 7. September 1865 – 8. September 1869  Henry Robert Richmond (1829 – 1890)
- 2. Oktober 1869 – 1. Januar 1877  Frederic Alonzo Carrington (1808 – 1901)

### Wellington
- 2. Juli 1853 – 14. März 1870  Isaac Earl Featherston (1813 – 1876)
- 28. April 1871 – 1. Januar 1877  William Fitzherbert (1810 – 1891)

### Westland
- 17. Januar 1874 – 1. Januar 1877  James Alexander Bonar (1840 – 1901)

## Einzelbelege
- Provinces 1848-77 auf rulers.org, abgerufen am 5. August 2012